# 特蘭卡斯 (阿根廷)

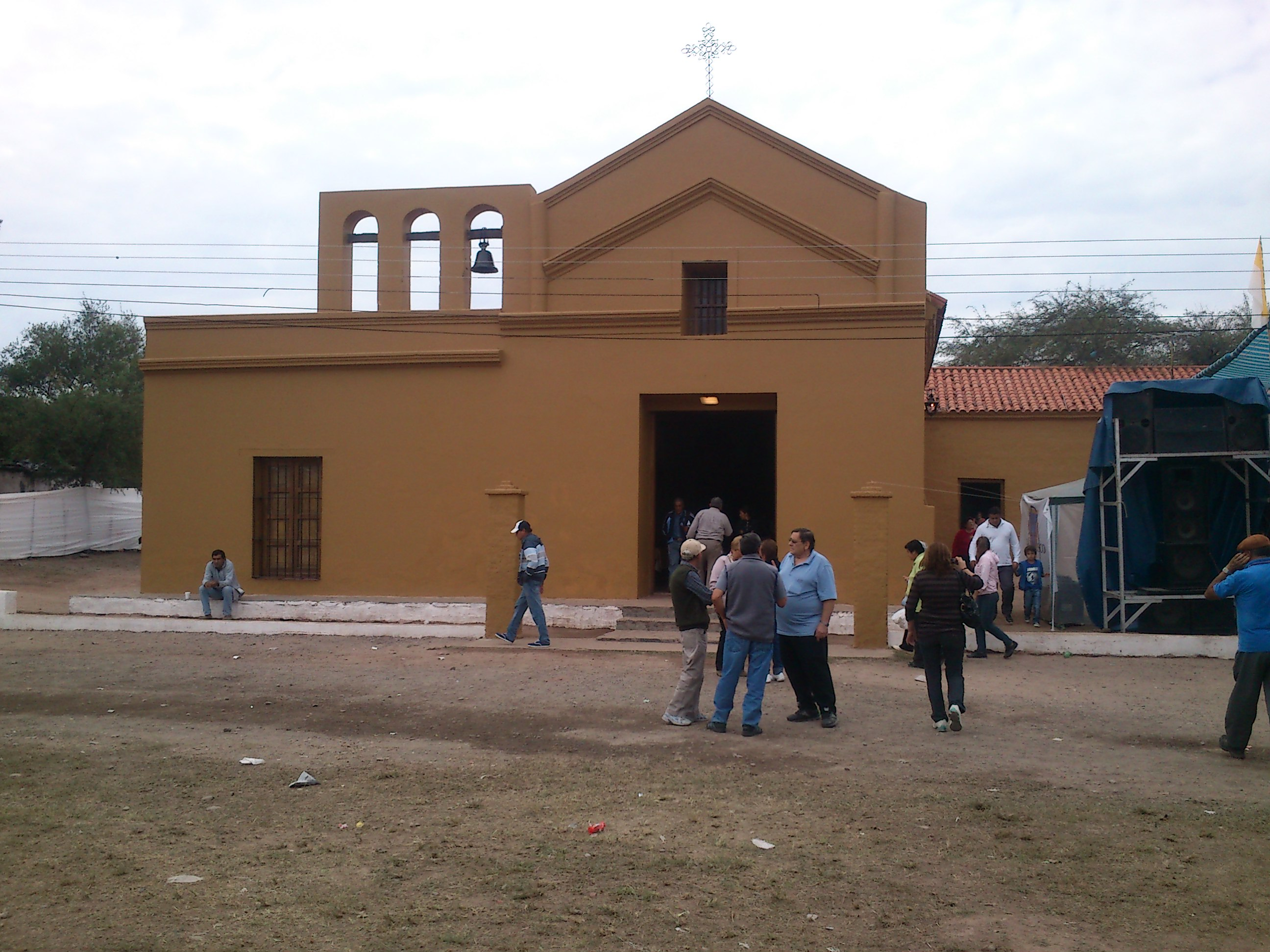
特蘭卡斯

特蘭卡斯（西班牙語：Trancas），是阿根廷的城鎮，位於該國西北部圖庫曼省，是特蘭卡斯縣的首府，海拔高度750米，該地區的地震活動頻繁和低強度，2010年人口4,429。